# رجال المينتش الزرق
رِجَالُ المينتش الزُّرْق (بالإنجليزية: The blue men of the Minch)‏ ويُعرفون أيضًا باسم كيلبيات العاصفة (بالإنجليزية: storm kelpies)‏، يكتب اسمهم (بالغيلية الإسكتلندية: na fir ghorma) التي تعني «الرجال الزُرق»، النطق الإسكتلندي الغالي: [nə fiɾʲ ˈɣɔɾɔmə])، هم مخلوقات أسطورية تقطن امتداد المياه الواقعة بين شمال هبرديس الخارجية والبر الرئيسي لإسكتلندا، يبحثون عن البحارة لإغراقهم، وأيضًا، لإغراق القوارب المنكوبة. ويُقال أنَّهم يتوضَّعون في منتش(1) والمناطق المحيطة به حيث لا يُعرفون في أجزاء أخرى من إسكتلندا، وأيضًا، لا يُوجد لهم أي نُظراء في أرجاء العالم.
بصرف النظر عن لونهم الأزرق، تحكي الأساطير أن تلك المخلوقات الأسطورية شبيهة بالبشر إلى حدٍّ كبير، وهم بنفس الحجم تقريبًا. وأن لديهم القدرة على افتعال العواصف، وعندما يكون الطقس صافيًا، يطفون وهم في حالة نوم على سطح الماء أو تحته مباشرة. كما يسبح الرجال الزرق وجذوعهم خارج ماء البحر، ويتلوون ويغوصون كخنازير البحر. يستطيعون الحديث، وعندما تقترب منهم سفينة ما، يُلقي قائدهم بيتين من الشعر أمام ربان السفينة ويتحداه أنْ يُكمل على نفس الوزن. وإذا لم يستطع القُبطان مجاراته، فسيعمد الرجال الزرق إلى محاولة قلب السفينة.
ومن الاقتراحات التي تُفسر ماهية وأصل الرجال الزُرق الأسطوريين بأنَّهم، رُبَّما، يكونون تجسيدًا للبحر أو نشأوا مع البيكتيين الذين ربما أوحت أجسادهم المدهونة باللون الأزرق فكرة مؤداها أنَّ الرجال الذين يعبرون البحر بقواربٍ تشبه قوارب الكاياك أنَّهم يرفعون أنفسهم خارج ماء البحر.(2) وفي تفسير آخر ربما قد يكون نشأ الرجال الزرق مع المواطنين في شمال إفريقيا من الطوارق الذين أسرهم الفايكنغ وأخذوهم معهم إلى إسكتلندا حيث أمضوا الشتاء هناك بالقرب من الغابات الكثيفة في مينتش.

## تأثيل
المينتش أو المنش هو مضيق يفصل بين المرتفعات الشمالية الغربية الإسكتلندية وشمال هبرديس الداخلية من جهة شمال هبرديس الخارجية، ووفق الأساطير فإن المنش هو موطن الرجال الزرق. إنَّ المصطلحات الغيلية الإسكتلندية للرجال الزرق هي na fir ghorma وتعني «الرجال الزرق». أمَّا هذه الإضافة fear gorm، وهي صيغة المفرد، تعني الرجل الأزرق، تُضاف، على سبيل المثال، إلى هذه الجملة sruth nam fear gorm فتعني «تيار الرجال الزرق الدافق»، وهو اسم آخر لهم.
لُقِّبَ أو سُمي الرجال الزُرق، أيضًا، باسم «كيلبيات العاصفة» (بالإنجليزية: storm kelpies)‏. حيث إنَّ أكثر أرواح الماء شيوعًا في الفُلْكْلُور الإسكتلندي هي أو هو كيلبي والتي توصف عادةً بأنها خيول قوية، كما ويُنسب الاسم كيلبي إلى عدة أشكال وخرافات مختلفة في جميع أنحاء البلاد. وربما اشتُق اسم كيلبي من اللغة الغيلية الإسكتلندية كالبا أو كايلبيتش، والتي تعني «جُؤذُر» أو «مُهر».

## المعتقدات الشعبية

### الوصف والسمات
ربما كان الرجال الزرق الأسطوريون جُزءًا من قبيلة «الملائكة الساقطة» التي انقسمت إلى ثلاث فئات؛ الأولى أصبحت «الجنيات» التي تعيش على الأرض، والثانية تطورت لتصبح البحر الذي يقطنه الرجال الزرق، والبقية هي الأنوار الشمالية في السماء وتُسمى «الراقصات المرحات» أو الراقصون المرحون. المخلوقات الأسطورية هي بنفس حجم البشر ولكنهم زُرق اللون كما يوحي اسمهم بذلك. واعتقد الكاتب والصحفي لويس سبينس أنهم كانوا «تجسيدات للبحر نفسه» لأنهم أخذوا لونهم الأزرق من لون البحر. ووجوههم رمادية وطويلة الشكل وبعضهم ذو أذرع طويلة رمادية اللون ويفضلون غطاء الرأس الأزرق. وتزعُم إحدى الروايات أنَّ لديهم أجنحة أيضًا. وإلى جانب الكهوف البحرية التي يسكنها الرجال الزُرق تتدفق مياه عاصفة على مدار العام حول شبه الجزر الكائنة على بعد تسعة عشر كيلومتراً شمال جزيرة سكاي لا تهدأ أبدًا، وتسمى هذه المنطقة الهائجة بتيار الدمار؛ لكثرة حطام السفن الغارقة هناك.
بالرغم من ورود تقارير عن أنواع أخرى من «كيلبيات العاصفة» تزعم أنها تعيش في خليج كوريفريكان [الإنجليزية]، والتي وصفها الشاعر والكاتب والفلكلوري ألاسدير ألبين ماكجريجور [الإنجليزية] بأنها «أعنف أنواع كيلبيات العاصفة في المرتفعات»، إلَّا أنَّ الرجال الزرق محصورون في منطقة محدودة للغاية. ووفقًا لدونالد أ. ماكنزي، إنَّ الرجال الزرق ليس لديهم نظراء في أي مكان آخر من العالم أو حتى في مناطق أخرى من إسكتلندا، وهو ما يُعد من الأمور النادرة بالنسبة للمعتقدات التي موضوعها الأرواح والشياطين. وتحدث جون جريجورسون كامبل [الإنجليزية]، وهو كاتب فولكلوري وكاهن/خادم مدينة تيري [الإنجليزية]، إنهم غير معروفين في مقاطعة أرغايل [الإنجليزية] التاريخية على الساحل القريب من البر الرئيسي، إلَّا أنَّ كاهن كنيسة إسكتلندا [الإنجليزية] جون براند [الإنجليزية]، الذي زار قرية كوارف [الإنجليزية] في أرخبيل شتلاند في منتصف عام 1700، يروي قصة عن وجود رجل أزرق في المياه حول الجزيرة والذي كان على شكل رجل عجوزٍ ملتحٍ، ارتفع من الماء ليخيف ركاب وطاقم القارب الذي كان يَتْبَعه.
يمتلك الرجال الزُرق، كما تخبرنا بذلك الحكايات الشعبية، قدرة تمكنهم من خلق العواصف العنيفة، ورغم ذلك، عندما يكون الطقس لطيفًا وهادئا فإنَّهم ينامون تحت سطح الماء مباشرةً وتكون أجسادهم طافية. وعندما يسبحون تكون جذوعهم من الخصر إلى الأعلى خارج ماء البحر، ويتلوون ويغطسون تمامًا كما تفعل الخنازير البحرية التي تشبه الدلافين. وللترفيه عن أنفسهم، تقوم هذه المخلوقات بلعب لعبة الشينتي وذلك عندما تكون السماء صافية ومُنيرة في الليل. وهم قادرون على الكلام وإجراء محادثات مع البحارة. وترتفع نبرة أصواتهم بصخب عندما يقذفون الماء على السفن ويتحمسون لذلك، وعندما تنقلب السفينة يجعلهم هذا الأمر يضحكون ملء أشداقهم.

عندما يجتمع الرجال الزرق لمهاجمة السفن المارة، فإن رئيسهم، الذي يُطلق عليه أحيانًا اسم شوني أو سونايد [الإنجليزية]، يرتفع من الماء ويلقي، بصوت عالٍ، بيتين من الشعر أمام ربان السفينة، وإذا لم يستطع الربان مجاراته وإضافة بيتين آخرين مكملين على نفس الوزن، فإن الرجال الزرق يستولون على سفينته. ويسلط ماكنزي الضوء على التباري الشعري التالي بين ربان سفينة ورئيس الرجال الزرق:
الرئيس الأزرق: يا رجل القبعة السوداء، ماذا ستقول وسفينتك المفخرة تشق مياه البحر؟
الربان: سفينتي السريعة ستأخذ أقصر السبل، وسأتبعك سطراً بسطر.
الرئيس الأزرق: رجالي متحمسون ورجالي مستعدون؛ لسحبك تحت الأمواج.

الربان: سفينتي سريعة، سفينتي ثابتة.. إذا غرقت، فسوف تدمر كهوفك.
فاجأت الردود السريعة الزعيمَ الأزرق. وبعد هزيمتهم وعدم تمكنهم من إلحاق أي ضرر بالسفينة، عاد الرجال الزرق إلى كهوفهم تحت الماء، مما سمح للسفينة بالمرور بحرية عبر المضيق. وبدلاً من ذلك، قد يصعد الرجال الزرق على متن سفينة عابرة ويطلبون أموالًا من طاقمها، ويتوعدونهم بأنهم إذا لم يعطوهم إياها بسرعة، فسوف يثيرون عاصفة.

### الأسر والقتل
لم تأتِ أي حكاية باقية على ذكرِ محاولات لقتل هذه الشياطين، باستثناء قصة واحدة لغريغسون كامبل تحكي عن حادثة قبضٍ طالت رجلًا أزرقًا. حيث قبض البحارة على رجل أزرق ووثقوه على متن سفينتهم بعد أن اكتشفوا أنه «نائم على سطح الماء». فأخذ يلاحق، رجلان أزرقان، السفينة وهما يُناديان بالتناوب:
دنكان هنا أوَّلا، وسيكون دونالد هنا ثانيًا
 هل ستحتاج إلى آخر قبل أن تصل إلى الشاطئ؟
وعند سماع أصوات رفاقه، تحرر الروح الأسير من قيوده وقفز إلى البحر وهو يصرخ مناديًا:
إنه صوت دنكان الذي أسمعه، ودونالد قريب أيضًا

لكن إيان موهر القوي لا يحتاج إلى أي مساعدة.
وبسبب ذلك اعتقد البحارة أن جميع الرجال الزرق لديهم أسماء يخاطبون بها بعضهم البعض.

## الأصول

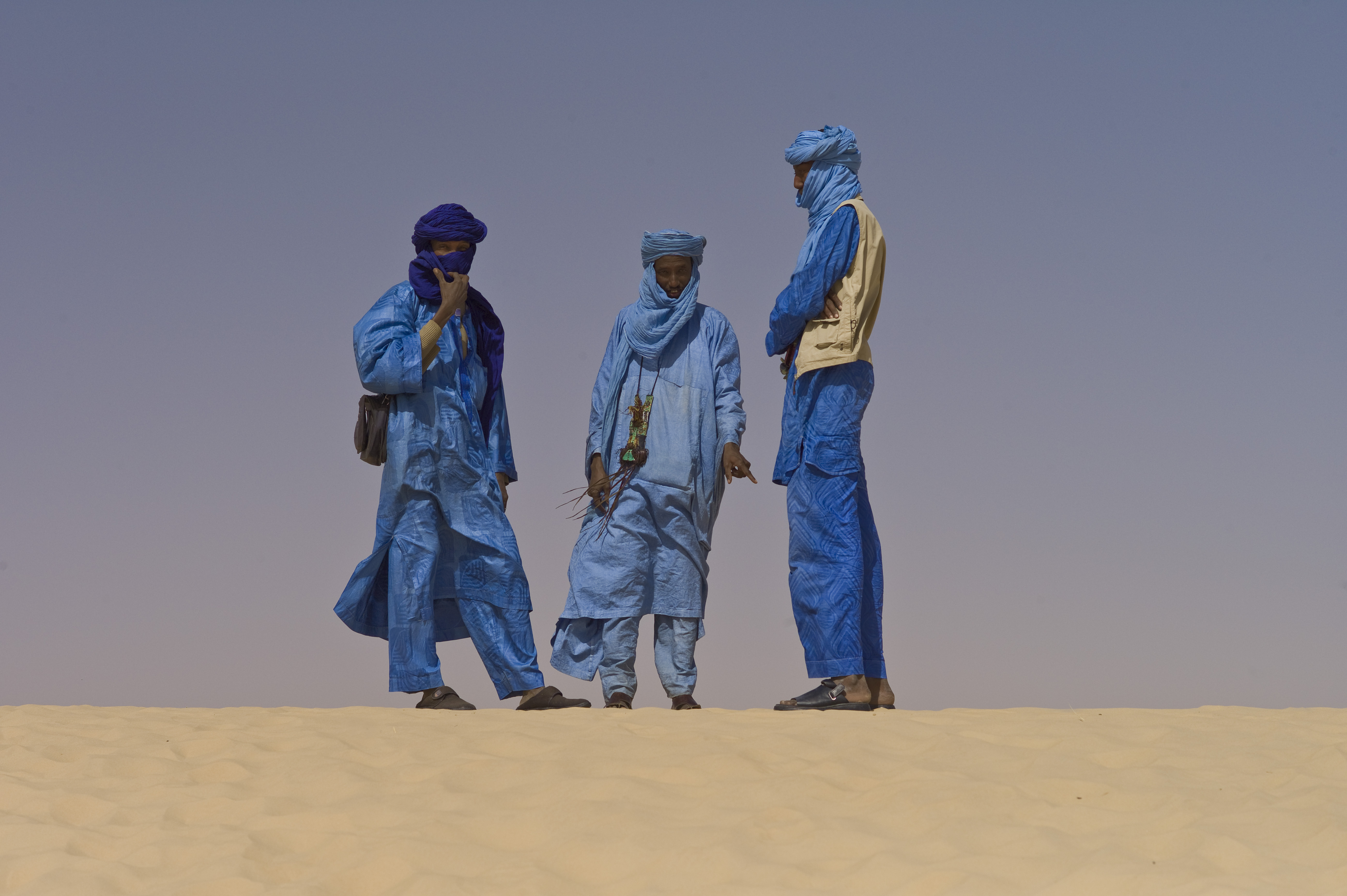
ربما يكون الرجال الزرق الأسطوريون قد نشأوا مع الطوارق في الصحراء.

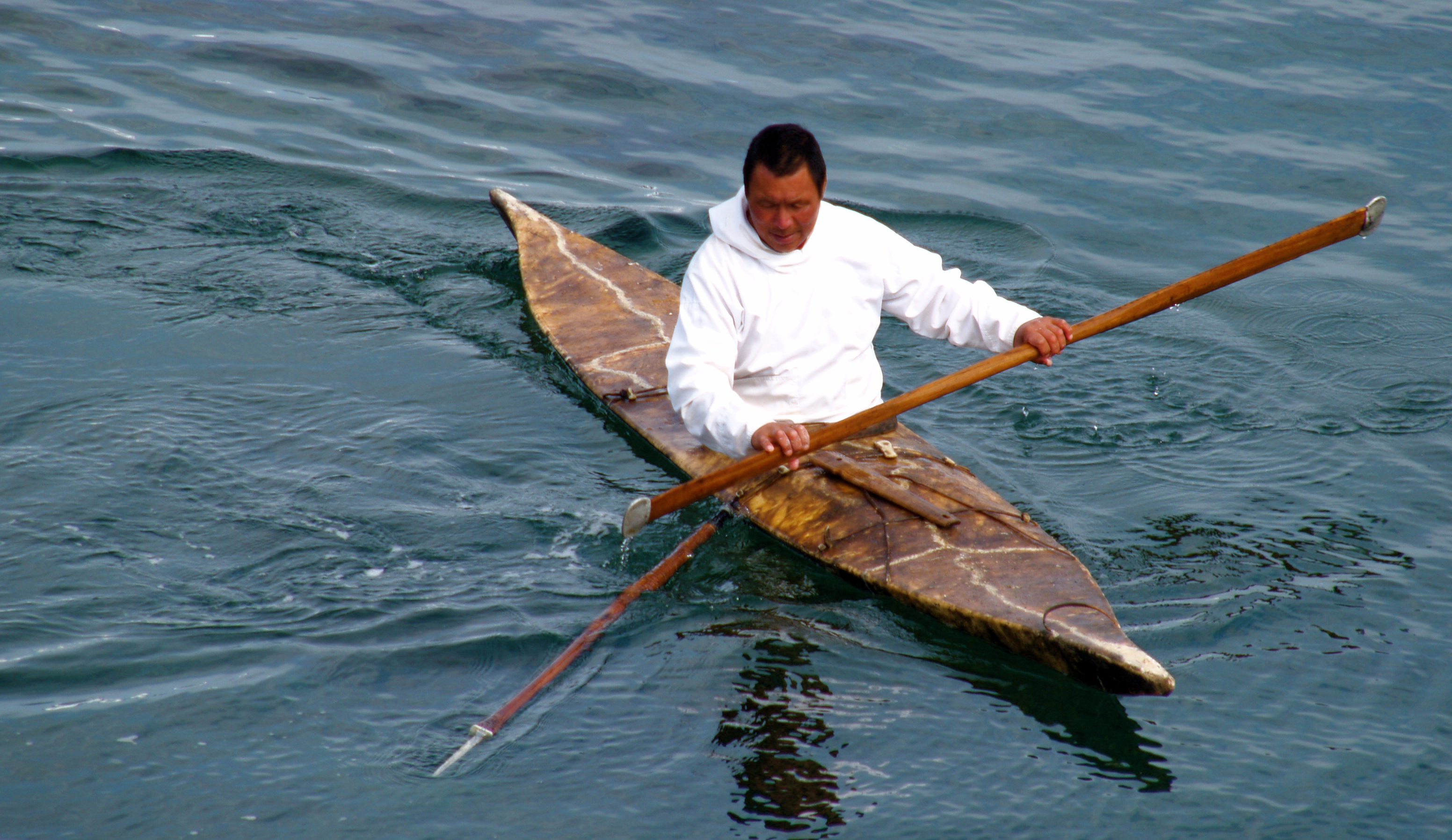
أحد رجال الإنويت يركب قارب الكاياك.

بنى ماكنزي تعليله لأسطورة أصل الرجال الزرق، جزئيَّا، على بحثٍ يوجد في حوليات السادة الأربعة [الإنجليزية] أو الحوليات الأيرلندية، يعود تاريخه إلى عصر الملك هارالد الأشقر، وهو أول ملك نرويجي، وما خاضه من معاركٍ ضد الفايكنغ. أمَّا المصطلح الغيلي الإسكتلندي "fir ghorma"، والذي يعني «الرجال الزُّرق» فهو، وفقًا للنسَّاب والمُعجمي إدوارد دويلي [الإنجليزية]، وَصْفٌ يُطلق ويُراد به رجل أسودِ البشرة. وبالتالي، فإنَّ هذا الاسم "sruth nam fear gorm"، وهو أحد أسماء الرجال الزرق الغيلية، يُترجم حرفيَّا إلى: «تيار الرجال الزرق الدافق» أو «نهر أو مجرى أو تيَّار الرجل الأسود». حدث في حوالي القرن التاسع، أنْ أخذ الفايكنج على حين غرَّة الموريين، فأسروهم واقتادوهم كعبيدٍ إلى أيرلندا. قضى الفايكنج أشهر الشتاء بالقرب من الجزر الشائكة، وقد أرجع ماكنزي قصة الرجال الزرق إلى «العبيد الأجانب الذين تقطعت بهم السبل». ويقتبس ماكنزي مقطعًا من المصادر المبكرة للتاريخ الإسكتلندي للمؤرخ آلان أور أندرسون، من 500 إلى 1286 م يرد فيه ذكر الرجال الزرق، إذ يقول أندرسون:
إنَّ هؤلاء الرجال الزرق [fir gorma] كانوا كذلك [أي عبيد سود أو زنوج]؛ لأنَّ الموريين هم أنفسهم زنوج، ولأنَّ موريتانيا هي نفسها أرض الزنوج [حرفيَّا، هم السود].
وقد أعادت تقارير صحفية حديثة ترديد فرضية ماكنزي هذه. ووافق المؤرخ مالكولم أرشيبالد على أن الأسطورة نشأت في الأيام التي كان فيها النورسيون يملكون عبيدًا من شمال إفريقيا، ولكنه خمَّنَ بأنَّ الأسطورة ربما قد تكون نشأت مع شعب الطوارق في إفريقيا الصحراوية، الذين كانوا معروفين باسم «رجال الصحراء الزرق». وقد يكمن أصل رجال المينش الزرق بدلاً من ذلك في «الناس الموشومين» على وجه التحديد البيكتيين، وكلمة بيكتي اللاتينية تعني «الناس المدهونين أو الملونين». وهم الذين إذا شوهدوا، من قبل سكان الجزر والبحارة البسطاء، وهم يعبرون البحر في قوارب تشبه قوارب الكاياك الخاصة بالرجال الفنلنديين، يظنونهم جذوعًا بشرية خارجة من الماء تمخر عباب البحر.

## الهوامش
- «1»: مينتش أو مِنش بحسب النطق الإنجليزي للفظة. يقترح الدكتور دومهنال أويليام ستيوبهارت من جامعة المرتفعات والجزر أن الكلمة مينتش/منش كانت في الأصل اسمًا عاميًا يستخدمه البحارة والصيادون الأجانب الذين يسافرون إلى جبال هيبريدس وما حولها، وأن الأصل النهائي للمصطلح هو الاسم الفرنسي لا مانش. واليوم، هذا هو الاسم الذي يستخدمه المتحدثون الفرنسيون للإشارة إلى ما نعرفه باسم القناة الإنجليزية. ولكن استخدم الاسم في الأصل، بدءً من أوائل القرن السابع عشر، للإشارة إلى أي مضيق بحري ضيق طويل. إنَّ كلمة منش -حرفيا- تحتمل المعاني التالية: «الكُم» التي قدمها مؤلفو المعاجم الفرنسيون في القرن السابع عشر، و«ذراع البحر»، و«امتداد البحر بين منطقتين من الأرض».[34][35]
- «2»: حيث المُشاهد لهم من بعيد سيرى أمامه في الأفق وكأنَّ أمواجا على شكل بشر تمخر عباب البحر ولونها أزرق كلون ماء البحر الأمر الذي يوحي بأنهم والبحر واحد؛ لأنَّ أجسادهم مدهونة بالأزرق.

### فهرس المراجع
بلغات أجنبية
1. ↑  "Minch"، Oxford Dictionaries، مؤرشف من الأصل في 2020-10-09، اطلع عليه بتاريخ 2014-06-04
2. ↑  Dwelly (1902), pp. 422–423
3. 1 2 3  Bane (2013), p. 62
4. ↑  MacGregor (1937), p. 119
5. 1 2  Westwood & Kingshill (2012), p. 364
6. ↑  Varner (2007), p. 24
7. ↑  "kelpie, n.1."، Oxford English Dictionary (ط. online)، Oxford University Press، 2014، مؤرشف من الأصل في 2021-02-13، اطلع عليه بتاريخ 2014-05-04
8. ↑  Mackenzie (2013)، loc. 1345
9. 1 2 3 4  Gregorson Campbell (1900), p. 200
10. 1 2  Westwood & Kingshill (2012), p. 485
11. 1 2 3  Kynes (2008), p. 130
12. ↑  Sullivan, Pickering & Emmot (2010), pp. 63–64
13. 1 2  Mackenzie (1917), p. 80
14. 1 2  MacGregor (1937), p. 117
15. ↑  Mackenzie (2013)، loc. 1348
16. ↑  Westwood & Kingshill (2012), p. 400
17. 1 2  Brand (1883), p. 171
18. ↑  Mackenzie (1917), p. 79
19. ↑  MacLennan، Hugh Dan (1997)، "Shinty: Some Fact and Fiction in the Nineteenth Century"، Transactions of the Gaelic Society of Inverness، ج. 59: 243، مؤرشف من الأصل في 2016-06-24
20. ↑  Mackenzie (2013)، loc. 1332
21. ↑  Mackenzie (1917), p. 81
22. ↑  Mackenzie (1917), p. 82
23. ↑  Mackenzie (1917)، loc. 1315
24. 1 2 3  Mackenzie (1917), p. 83
25. ↑  Edwards، Paul (Autumn 1987)، "African Presence in Early Europe"، Research in African Literatures، Indiana University Press، ج. 18 ع. 3: 402–405، JSTOR:4618218
26. 1 2  MacKillop، James (2004)، "Blue men of the Minch"، A Dictionary of Celtic Mythology (ط. online)، Oxford University Press، ISBN:978-0198609674، مؤرشف من الأصل في 2019-02-05، اطلع عليه بتاريخ 2014-06-04
27. ↑  Dwelly (1902), p. 517
28. ↑  Dwelly (1902a), p. 895
29. ↑  Mackenzie (2013)، loc. 1391
30. ↑  Mackenzie (2013)، loc. 1379
31. ↑  Emerson، Stephen (12 فبراير 2014)، "Fact of the week: Blue men of the Minch"، The Scotsman، مؤرشف من الأصل في 2014-06-05، اطلع عليه بتاريخ 2014-06-05
32. ↑  "Anthropological Note"، Man، ج. 22: 192، 1922، JSTOR:2839435
33. ↑  Kingshill & Westwood (2012)، loc. 7068
34. ↑  David (17 Oct 2017). The New Coastal History: Cultural and Environmental Perspectives from Scotland and Beyond (بالإنجليزية). p 135: Springer. ISBN:978-3-319-64090-7. Archived from the original on 2020-10-11.{{استشهاد بكتاب}}:  صيانة الاستشهاد: مكان (link)
35. ↑  Trudgill, Peter (25 Sep 2018). "How the Minch was pinched". The New European (بen-UK). Archived from the original on 2020-10-11. Retrieved 2020-10-11.{{استشهاد ويب}}:  صيانة الاستشهاد: لغة غير مدعومة (link)

### المعلومات الكاملة للمراجع
- Anderson، Alan Orr (1922)، Early sources of Scottish history, A.D. 500 to 1286، Oliver and Boyd، مؤرشف من الأصل في 2020-08-08
- Bane، Theresa (2013)، Encyclopedia of Fairies in World Folklore and Mythology، McFarland، ISBN:978-1-4766-1242-3، مؤرشف من الأصل في 2022-12-21
- Brand، John (1883) [1701]، A new description of Orkney, Zetland, Pightland-Firth and Caithness، Brown، مؤرشف من الأصل في 2021-11-22
- Dwelly، Edward (1902)، Faclair Gàidhlìg air son nan sgoiltean، E. MacDonald، ج. 2، مؤرشف من الأصل في 2021-03-08
- Dwelly، Edward (1902a)، Faclair Gàidhlìg air son nan sgoiltean، E. MacDonald، ج. 3، مؤرشف من الأصل في 2022-01-21
- Gregorson Campbell، John (1900)، Superstitions of the Highlands and Islands of Scotland، James MacLehose، مؤرشف من الأصل في 2022-01-13
- Kingshill، Sophia؛ Westwood، Jennifer (2012)، The Fabled Coast: Legends & traditions from around the shores of Britain & Ireland (ط. ebook)، Random House، ISBN:978-1-4090-3845-0، مؤرشف من الأصل في 2022-12-18
- Kynes، Sandra (2008)، Sea Magic: Connecting with the Ocean's Energy، LLewellyn Worldwide، ISBN:978-0-7387-1353-3
- MacGregor، Alasdair Alpin (1937)، The Peat-fire Flame، Moray Press، مؤرشف من الأصل في 2016-03-19
- Mackenzie، Donald A. (1917)، Wonder tales from Scottish myth and legend، Blaickie، مؤرشف من الأصل في 2021-02-11
- Mackenzie، Donald A. (2013) [1935]، Scottish folk-lore and folk life: studies in race, culture and tradition (ط. Kindle)، Blackie، ASIN:B00B0XJ60Q
- Sullivan، Mike؛ Pickering، Tim؛ Emmot، Robert (2010)، The Outer Hebrides: Sea Kayaking Around the Isles & St Kilda، Pesda Press، ISBN:978-1-906095-09-3، مؤرشف من الأصل في 2022-12-18
- Varner، Gary R. (2007)، Creatures in the Mist: Little People, Wild Men and Spirit Beings around the World: A Study in Comparative Mythology، Algora، ISBN:978-0-87586-545-4، مؤرشف من الأصل في 2022-01-13  – via مكتبة كويستيا على الإنترنت (التسجيل مطلوب)
- Westwood، Jennifer؛ Kingshill، Sophia (2012)، The Lore of Scotland: A Guide to Scottish Legends، Random House، ISBN:978-1-4090-6171-7، مؤرشف من الأصل في 2022-12-18